# Nine Lives (Bonnie Raitt)
Nine Lives is het negende album van Bonnie Raitt, dat werd uitgebracht in 1986. Het was Raitts minst succesvolle album: het verkocht slecht, kreeg negatieve recensies en de omstandigheden rondom het uitbrengen van het album waren ook niet positief.
"In 1983 was er een reorganisatie bij Warner, van bovenaf, en ze moesten inkrimpen", zei Raitt erover in 1990. "Ik had net een album gemaakt met de naam Tongue & Groove, dat geproduceerd werd door Rob Fraboni, die ook Green Light had gedaan. Ik denk niet dat ze gemeen zeiden: 'We laten haar het album afmaken en de tour helemaal plannen en de covers printen en de mensen inhuren voor de videoclip en, laten haar dan vallen.' Je weet wel, ha, ha, ha. Maar dat deden ze wel. Het was letterlijk de dag nadat ik klaar was met masteren. Ik had het album al een keer afgemaakt, en [Warner zei] dat het nummer van Jerry Williams commerciëler zou zijn als het ritme minder reggae zou zijn. Of zoiets. Dus deed ik het opnieuw. Ik dacht dat als ik een beetje meer zou meewerken, dat ze het album misschien meer zouden promoten. Maar in plaats daarvan, lieten ze me vallen en trokken ze het tapijt van onder mijn tournee vandaan. Ik vond de manier waarop ze dat deden echt rottig. Ze stuurden een brief. Ik denk dat het probleem was dat ik geen relatie had met de afdeling A&R hier, omdat ik een onafhankelijke productiedeal had..."
Raitt had de mastertapes kunnen opkopen en het album ergens anders uit kunnen brengen, maar Warner vroeg een te hoge prijs. "Ze zeiden dat ik de tapes elders kon verkopen," zei Raitt, "maar ze wilden er $500,000 voor, en niemand wilde zoveel betalen..."
Het materiaal voor Tongue & Groove kwam twee jaar lang op de plank te liggen, totdat "Warner plotseling zei dat ze het album uit gingen brengen," herinnert Raitt zich. "Ik zei dat dat niet eerlijk was. Ik denk dat ze zich toen een beetje schuldig voelden. Ik bedoel, ik was bezig aan een tournee die ik betaalde van mijn eigen spaargeld, om mijn naam hoog te houden, en mijn mogelijkheden om te tekenen werd steeds minder. Dus ze lieten toe dat ik wegging en de helft ervan opnieuw maakte." Het resultaat was Nine Lives, dat uiteindelijk uitkwam in 1986.
Het album eindigde op nummer 138 in "The Billboard 200" van het Amerikaanse blad Billboard. De single, "No Way to Treat a Lady", kwam op nummer 15 van de "Mainstream Rock Tracks"-lijst van hetzelfde tijdschrift.

## Tracklist
1. "No Way to Treat a Lady" (Bryan Adams, Jim Vallance) – 3:51
2. "Runnin' Back to Me" (Karla Bonoff, Ingber) – 4:14
3. "Who But a Fool (Thief into Paradise)" (O'Byrne, Show, Snow) – 4:26
4. "Crime of Passion" (Ironstone, Unobsky) – 4:20
5. "All Day, All Night" (Hutchinson, JOnes, Neville) – 4:03
6. "Stand Up to the Night" (Jennings, Kerr, Redford) – 4:43
7. "Excited" (Williams) – 3:12
8. "Freezin' (For a Little Human Love)" (Smotherman) – 4:58
9. "True Love Is Hard to Find" (Hibbert) – 4:34
10. "Angel" (Eric Kaz) – 4:00

## Muzikanten
- Bonnie Raitt - gitaar, zang, achtergrondzang, slidegitaar
- Greg Adams - trompet, bugel
- Rosemary Butler - achtergrondzang
- Max Carl - achtergrondzang
- Emilio Castillo - tenorsax
- Lenny Castro - percussie
- Blondie Chaplin - achtergrondzang
- Ray Chara - basgitaar
- Max Earl - achtergrondzang
- Nathan East - basgitaar
- Richard Elliot - altsax, tenorsax
- Charles Ferrin - gitaar
- Rob Fraboni - percussie
- Ira Ingber - gitaar
- Eric Kaz - piano, achtergrondzang
- David Kitay - gitaar, keyboard
- Richard Kosinski - keyboard
- Russ Kunkel - drums
- Stephen Kupka - baritonsax
- Michael Landau - gitaar
- Ian McLagan - gitaar, keyboard
- Christine McVie - achtergrondzang
- Guy Moon - keyboard
- Ivan Neville - achtergrondzang
- Ray O'Hara - basgitaar
- Dean Parks - gitaar
- Bill Payne - piano, keyboard, achtergrondzang
- J.A.C Redford - keyboard
- John "J.R." Robinson - drums
- Stephen Ross - achtergrondzang
- Johnny Lee Schell - gitaar, keyboard, achtergrondzang
- Todd Sharp - achtergrondzang
- Leland Sklar - basgitaar
- Earl Smith - gitaar, achtergrondzang
- Earl J. Smith, Jr. - achtergrondzang
- Neil Stubenhaus - basgitaar
- Lee Thornburg - trombone, trompet, bugel
- Tower of Power - blazers
- Carlos Vega - drums
- Ian Wallace - drums
- Sippie Wallace - achtergrondzang
- David Woodford - saxofoon